# أندرو تايلور (سياسي)
أندرو تايلور (بالإنجليزية: Andrew Taylor) هو مهندس معماري وسياسي بريطاني (وحمل سابقاً جنسية المملكة المتحدة لبريطانيا العظمى وأيرلندا)، ولد في 13 أكتوبر 1850 بإدنبرة في المملكة المتحدة، وتوفي في 5 ديسمبر 1937 بلندن في الإمبراطورية الرومانية.